# Slečna v loterii
Slečna v loterii (ve francouzském originále Une demoiselle en loterie) je jednoaktová opereta (opérette-bouffe) francouzského skladatele Jacquese Offenbacha na libreto Adolpha Jaima mladšího a Hectora Crémieuxe. Měla premiéru 27. července 1857 v pařížském divadle Théâtre des Bouffes-Parisiens, přesněji v jeho letním působišti salle Lacaze.

## Vznik a charakteristika
Jednoaktová buffo opereta Slečna v loterii vznikla v létě roku 1857 a poprvé byla uvedena (společně se starší Offenbachovou operetou Dragonette a operetou Eugèna Ortolana La Momie de Roscoco) při úvodním představení divadla Bouffes-Parisiens po návratu ze zájezdu do Londýna v květnu a červnu téhož roku. Majitel, ředitel a hlavní autor tohoto divadla Jacques Offenbach k ní složil hudbu a text napsali společně dva libretisté: Adolphe Jaime zvaný Jaime mladší (vl. jm. Louis-Adolphe Gem, 1825–1901) v letech 1857–1859 spolupracoval s Offenbachem na několika dílech: Rytíř Chrupželezo aneb Poslední z paladinů, Dragonette, Slečna v loterii, Zázračná dítka a zejména první verze Genovefy z Brabantu; tím však spolupráce skončila a Jaime mladší psal pro jiné autory, z nichž měly úspěch zejména Doktor Faust mladší a Skotský trůn (spolu s Crémieuxem) pro Hervého a Stříbrný zvonek pro Léona Vasseura. Ještě významnějším Offenbachovým spolupracovníkem byl Jonathan-Hector Crémieux (1828–1892), který pro něj napsal již dříve libreto k Finančníkovi a příštipkáři a později řadu dalších; proslavil se zejména jako spoluautor libreta k Orfea v podsvětí. Vedle Offenbacha psal libreta pro Hervého, krom uvedených například Vystřelené oko, Vdovu z Malabaru a Krásnou slepici.

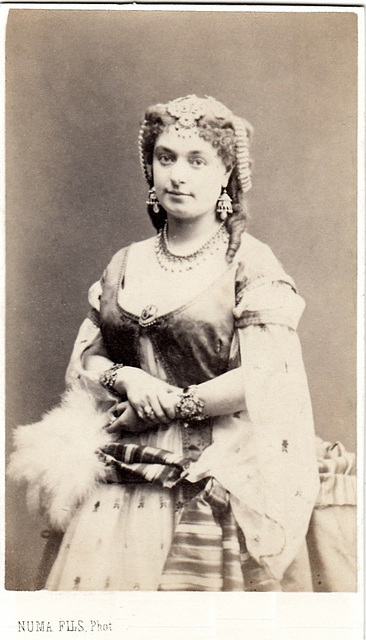
Lise Tautinová v cikánském kostýmu, první představitelka Slečny v loterii

Slečna v loterii je poměrně drobné dílo pro tři postavy. Vedle komika Désirého, kterého Offenbach přivedl do svého divadla z Marseilles již dříve, se v něm pařížskému publiku poprvé představili belgický herec Georges-Louis Mesmacre, kterého Offenbach objevil v Bordeaux, a především v titulní úloze Lise Tautinová, již Offenbach angažoval v Lyonu.
I když jejím dějištěm je prozaicky současná Paříž, patří Slečna v loterii v Offenbachově tvorbě mezi „buffonérie“, plné groteskních situací a absurdního humoru. Soudobá kritika byla k libretu rezervovaná, například recenzent Gustave Héquet v listu L'Illustration je považoval za veselé, avšak „vtipy v ní jsou poněkud pochybného vkusu a vanou z nich k nosu podezřelé pachy“. Podobně recenzent Revue et gazette musicale de Paris k němu vyslovoval výhrady domnívaje se, že díla s humorem tohoto typu mají úspěch u premiérové publika složeného z přátel a příznivců, který však při běžných reprízách vyprchá. Přes tyto výhrady „nechceme klást meze upřímným pochvalám, které si zaslouží Offenbachova hudba. Všechna čísla, jichž je celkem šest, jiskří upřímným veselím a originalitou.“ Stejně tak Jules Lovy v hudebním týdeníku Le Ménéstrel řadil Slečnu v loterii mezi skladatelova dosud nejlepší díla, dle Lovyho názoru všechna právě ta nejbláznivější (Dva slepci, Ba-ta-clan, Finančník, Chrupželezo). Z hudebních čísel byly chváleny zejména milostný duet a cikánská píseň. Za hlavní událost však byl považován debut Lise Tautinové v roli bývalé krasojezdkyně, která nabízí svou ruku v loterii – nejen jako zpěvačky, ale i jako herečky, zejména v absurdním srdceryvném monologu o smrti její tety. „Co paměť operety sahá, nebylo v sále nikdy tolik smíchu,“ psal Jules Lovy. Héquet přidával: „Slečna Tautinová může dát do své loterie losů kolik chce, koupíme je všechny.“
Slečna v loterii zůstala v repertoáru divadla Bouffes-Parisiens až do roku 1870 a byla hrána na různých hostováních a zájezdech.
Partitura Slečny v loterii v původní francouzské verzi je skromná, obsahuje jen předehru a šest zpěvních čísel, z nichž krátké finále především opakuje cikánskou píseň, jež se také stala nejoblíbenějším samostatným číslem.
Český Offenbachův životopisec Miroslav Šulc o Slečně v loterii nemá valné mínění: „Budiž ti, opereto, archiv lehký!“

### Vídeňská verze

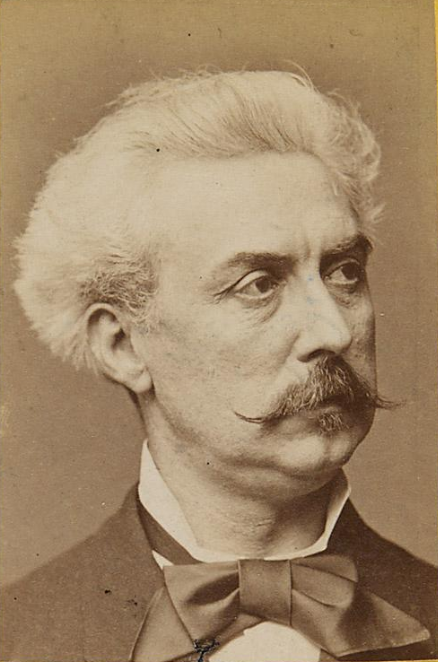
Friedrich Zell (Camillo Walzel), libretista vídeňské verze Slečny v loterii

Ve Vídni byla Slečna v loterii představena v originálním znění již na zájezdu Bouffes-Parisiens 10. června 1861 v divadle na nábřeží Františka Josefa (Theater am Franz-Josef-Kai) ředitele Karla Treumanna. Z původního obsazení zůstal Désiré, roli Démêloira přezval Jean-Paul (vl. jm. Émile Kauffmann) a úlohu Aspasie Lucille Tostée. Avšak tato opereta „se rozhodně nelíbila. Libreto je pouze pikantní, hudba bez výraznějších motivů a herecké výkony byly až za hranicemi frašky. Vídeňské publikum bohudík natolik zmoudřelo, že již nezbožňuje všechno, co přijde zpoza Rýna…“, psal divadelní deník Der Zwischen-Akt.
Proto také Treumann, který jinak ve svém vlastním divadle nebo v divadle Carltheater představil řadu Offenbachových děl jako první ve Vídni a ve střední Evropě, Slečnu v loterii v domácí inscenaci neuvedl. Když v roce 1863 došlo k obchodním nesrovnalostem mezi ním a Offenbachem, využil toho Friedrich Strampfer, ředitel konkurenčního Divadla na Vídeňce, a dosáhl s Offenbachem dohody o dodání nové operety právě pro ně. Tak vznikla nová verze Slečny v loterii, která se jmenovala Die Kunstreiterin, oder Ein weiblicher Haupttreffer, tj. Krasojezdkyně aneb Žena hlavní cenou.

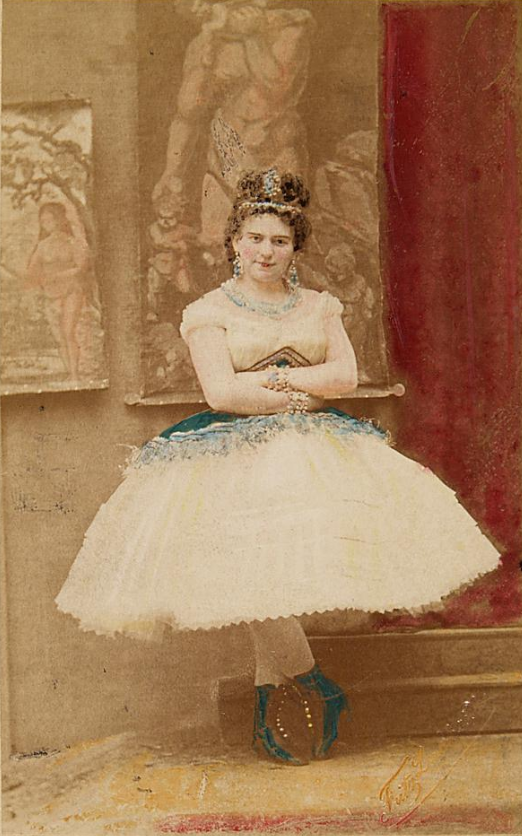
Josefine Gallmeyerová jako Aspasie ve vídeňské verzi Slečny v loterii

Offenbach své operety pro uvedení ve Vídni často nějakým způsobem upravil nebo dal svolení k úpravám. Dálo se tak už proto, že vídeňská divadla, jako Divadlo na Vídeňce, disponovala většími orchestry než Bouffes-Parisiens a navíc v nich nebyl omezen počet účinkujících – v době premiéry Slečny v loterii totiž pro Offenbachovo pařížské divadlo ještě platilo omezení na maximálně čtyři jednající postavy. V případě Slečny v loterii však bylo toto přepracování podstatnější než obvykle. Tato verze proto byla někdy označována jako Offenbachova „první vídeňská opereta“.
Textovou úpravu učinil významný libretista vídeňské operety Friedrich Zell, což je pseudonym Camilla Walzela (1829–1895). Německé libreto je proti francouzskému poněkud mnohomluvné. Hlavní hrdinka není na odpočinku, nýbrž dosud aktivní cirkusová krasojezdkyně; z nápovědy Démêloira se stal klaun Adolf a jeho úloha byla textově i hudebně zvýrazněna. Postava Aspasiina nápadníka byla lokalizována: namísto výkrmce husí z Périgordu Anténora vystupuje hornorakouský perníkář Sebastian. Konec je umravněn tím, že Aspasie se nestává skutečnou výhrou v loterii – vezme si svého věrného klauna, zatímco Sebastian se spokojí s připsanou Aspasiinou kolegyní Thaïs. Čtyři hlavní úlohy doplňuje divácky přitažlivý sbor krasojezdkyň.
O významu přepracování svědčí i skutečnost, že v tisku bylo oznamováno, že pro ně Offenbach zkomponoval sedm nových čísel (přičemž původní partitura obsahovala pouhých sedm); toto tvrzení se udrželo i v novější literatuře. Ve skutečnosti nově vznikl úvodní sbor, pochod krasojezdkyň, nová píseň pro klauna Adolfa („polská romance“ – Adolf se totiž vydává za polského barona) a nová píseň pro Aspasii se sborem zvaná „Hop-Hop-Lied“; místo původní předehry se podle zpráv hrál Offenbachův valčík Abendblätter, napsaný původně pro ples žurnalistického spolku Concordia dne 12. ledna 1864. Z partitury této verze, sepsané kapelníkem Divadla na Vídeňce Juliem Hoppem, se zachovala jen první část. Hráli oblíbení komikové Carl Adolph Friese a Albin Swoboda, především však v titulní úloze rázovitá herečka a zpěvačka Josefine Gallmeyerová (1838–1884), kterou ředitel Strampfer přivedl do Vídně ze svého dřívějšího působiště v Temešváru a která pro svou nevázanost „dokázala zvláště přesvědčivě ztvárňovat postavy stojící mimo měšťáckou morálku“ (Peter Hawig).
Premiéra se konala 15. února 1864; Offenbach jí byl přítomen a byl spolu s účinkujícími vyvoláván („po pětkráte se objevil cvikr pana Offenbacha spolu se svým majitelem“), mezi obecenstvem byli arcivévodové Rainer a Karel Ferdinand a arcivévodkyně Marie. Celkové přijetí bylo tentokrát příznivější, i když zájem po premiéře rychle poklesl; počet deseti představení celkem do konce sezóny 1863/64 nebyl vysoký, i tak se však jednalo o nejhranější operetu v Divadle na Vídeňce. Krasojezdkyně se hrála ještě čtyřikrát v sezóně následující; dalšímu uvádění zabránil odchod Josefine Gallmeyerové do konkurenčního divadla Carltheater. První pokus Divadla na Vídeňce o operetu byl hodnocen pozitivně. Úspěch patřil především populární Gallmeyerové, lokální zpěvačce, která zaujímala více přednesem – po hudební stránce její výkon pokulhával. („Nepochybně by dosáhla větších úspěchů, kdyby byly její hlasové prostředky dostatečnější.“ – Der Zwischen-Akt) Kritika spolu s ní chválila Albina Swobodu. Obecenstvo zaujala rovněž výprava a početné pohledné krasojezdkyně v přiléhavých kostýmech.
U textu se kritika dohadovala, zda jeho nešvary jdou na vrub upravovatele nebo francouzské předlohy. „Text obsahuje několik komických situací zato ale celou legii odporných slovních vtipů.“ (Fremden-Blatt) Musela však uznat, že v něm „hrubé prostředky skutečně nezřídka dosáhnou svého účelu: vyvolat burácivý smích“. Hudba byla vesměs považována za málo povedenou. Recenzent listu Blatter für Musik, Theater und Kunst se domníval, že „patří téměř k nejnepatrnějším a nejbezvýznamnějším, jaké kdy Offenbach napsal. Postrádá jak svěžest, tak důvtip inspirace.“ I pochvalná recenze deníku Die Presse uvádí, že „Hudba je lehká a melodická, ale bezvýznamná a povrchní.“ Už původní verze Slečny v loterii nesklidila ve Vídni pochvalu a i nově přidaná čísla někteří recenzenti označili za „bezcenná“, za „taneční rytmy a odrhovačky“, přestože obsahovala „pikantní hudbu“ a musela být při premiéře opakována. Recenzentí srovnávali Krasojezdkyni nepříznivě nejen s osvědčenými staršími Offenbachovými díly, ale například i se Signorem Fagottem, který měl mnohem skromnější vídeňskou premiéru o čtyři dny dříve. Zvláštní pochvalu si získala „polská romance“, ale také zvláštní pokárání týdeníku Jörgel Briefe: „je dosti netaktní nyní [tj. po porážce Lednového povstání] na scéně karikovat Poláky“.

## Inscenační historie

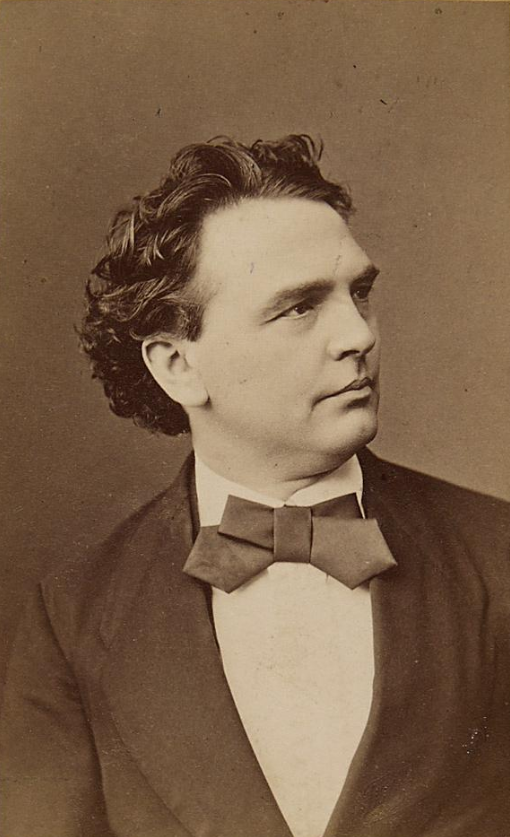
Herec Louis Martinius hrál klauna ve štýrskohradecké inscenaci Slečny v loterii (Krasojezdkyně)

Po uvedení ve Vídni nastoupila Krasojezdkyně poměrně skromnou kariéru v dalších německých divadlech monarchie. Již 10. září 1864 ji uvedlo divadlo Thalia-Theater ve Štýrském Hradci; hráli Ignatz Czernits jako Sebastian, Louis Martinius jako klaun a Albertine Stauderová jako Aspasie. Podle deníku Tagesbote obsahuje tato opereta „vyšší bláznovství“ (přesahující i Ba-ta-clan) a „jen díky několika nikoli nepříjemným hudebním číslům a převážně účinnému provedení se jakž takž udržela nad vodou“. 12. listopadu 1865 se hrála poprvé v Zemském divadle v Černovicích; kritika ji považovala za jednu z Offenbachových nejslabších a její úspěch přičítala výlučně panu Tauberovi v roli Sebastiana. V Zemském divadle v Linci se hrála 13. října 1868. Místní deník Linzer Abendbote konstatoval, že „eklatantně propadla, kterýžto osud si tento veskrze bezobsažný zmetek po právu zasloužil“. V Salcburku byla ohlašována na začátku roku 1869, ale k provedení nakonec nedošlo.
V Uhrách hrála poprvé 13. července 1861 v originále v rámci hostování divadla Bouffes-Parisiens v Národním divadle v Pešti. Následně se Slečna v loterii (resp. Krasojezdkyně) hrála 28. dubna 1864 v německém divadle v Budíně. Maďarskou verzi v překladu Endreho Latabára pod názvem Műlovarnő uvedlo poprvé v říjnu 1866 Národní divadlo v Košicích.
V červenci roku 1865 představili Slečnu v loterii vídeňští zpěváci Albin Swoboda a Josefine Gallmeyerová při svém hostování v berlínském divadle Wallner-Theater společně s jinou v Německu dosud neznámou Offenbachovou operetou, Rytíř Chrupželezo aneb Poslední z paladinů. Podle berlínského tisku však obě „se ve své stávající, stejně nudné jako pošetilé podobě, přes řadu hezkých hudebních čísel, které zručnému a pikantnímu skladateli nemůžeme upřít, nedokázaly před naším publikem prosadit; obě operety byly rozhodně odmítnuty […].“ Není proto divu, že soudobá německá divadla Slečnu v loterii do svého repertoáru nezařadila.
Ve Španělsku se tato opereta poprvé roku 1871 pod názvem Una señorita en rifa v madridském Teatro de la Zarzuela v překladu Salvadora Maríi Granése a Vicenta de Lalamy. Děj byl přenesen do Madridu a hráli Concepción Baezaová, Joaquín Miró a Zamaicos. O rok později ji pak v úpravě a překladu Miguela Ramose Carrióna v Teatro del Circo dávala společnost Bufos Arderius pod názvem Se rifa una señorita nebo La rifa de una señorita.
V Itálii se Slečna v loterii hrála nejprve ve francouzštině. Na repertoáru ji měla zejména společnost divadelního podnikatele Eugèna Meynardiera, která ji uvedla 3. ledna 1867 poprvé v malém turínském divadle nazvaném Soirées Parisiennes; později se hrála i v Miláně (Teatro Re). Roku 1874 odkoupilo práva pro Itálii od nakladatelství Heugel italské nakladatelství Sonzogno a následujícího roku vydalo partituru této operety pod názvem Una Fanciulla alla Lotteria, ale o inscenacích v italštině nejsou zprávy.
V anglicky mluvícím světě se zdá se Slečna v loterii hrála jen okrajově. Premiéru provedla v liverpoolském divadle Theatre Royal & Opera House dne 2. září 1872 malá divadelní společnost Normana Kilbyho, který hrál také jednu ze tří rolí spolu s Edith Percyovou a Albertem Brennirem; opereta se zde dávala pod názvem Nothing Ventured, Nothing Have.
V současnosti se Slečna v loterii hraje velmi zřídka; je doménou malých divadelních společností. Roku 2008 ji nastudoval nizozemský soubor Barokopera Amsterdam; hrál ji v kombinaci s Jeannettinou svatbou Victora Massého.
Roku 2018 se konalo koncertní představení v foyeru Odéonu v Marseille pod vedením offenbachovského badatele Jeana-Christopha Kecka., od roku 2019 uvedla Slečnu v loterii na několika místech Francie divadelní společnost Les Chasseurs s'entêtent. V témže roce ji nastudovala švýcarská divadelní společnost ad'Opera 2019 a hrála na několika místech ve Švýcarsku. Divadelní společnost La Vallée des Arts z Anjou ji uvedla na počátku roku 2020.

### České země

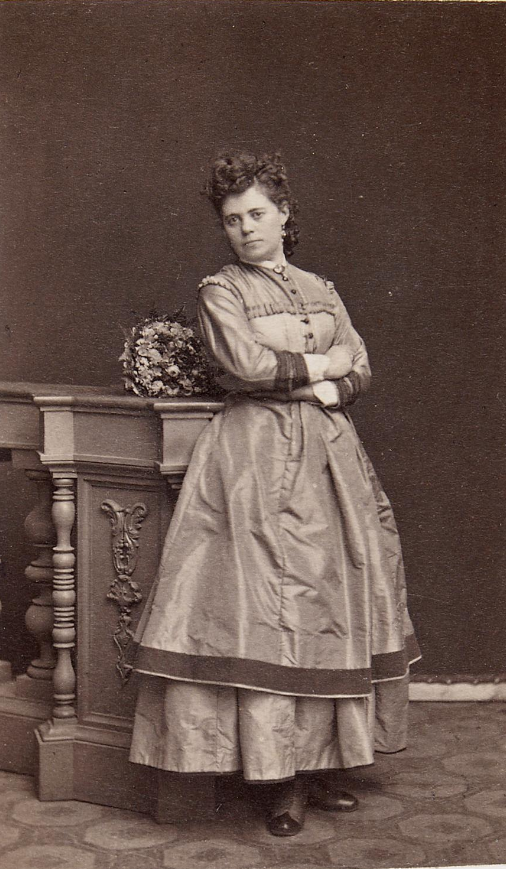
Zpěvačka Albertine Habrichová zpívala titulní roli Slečny v loterii mj. v Jihlavě

Vídeňská verze Slečny v loterii, tedy spíše Krasojezdkyně, se dostala do Prahy poprvé 29. července 1865. V Novoměstském divadle tam za podpory souboru Německého zemského divadla vystoupila v titulní roli její hostující vídeňská představitelka, proslulá Josefine Gallmeyerová. Kritik Bohemie nebyl nadšen: „Tato opereta je co do libreta i hudby zcela letmá, bezvýznamná práce.“ Vyčítal Offenbachovi, že opisuje sám od sebe, a i samotné představení bylo jen „přiměřeně dobré“.
Dne 12. ledna 1867 se konala premiéra v Městském divadle v Olomouci. I zde komentovaly místní noviny Die Neue Zeit, že Krasojezdkyní, jejíž provedení bylo netrpělivě očekáváno, byla obecenstvu uložena zkouška trpělivosti. „Vedle skutečně hloupého námětu patří i hudba k Offenbachovým nejmdlejším výkonům, jen vstupní píseň Sebastiana a tercet v rytmu polky si obecenstvo vychutnalo.“ Pochvalu získal jen barytonista Georg Proksch. Krasojezdkyně se hrála také v Jihlavě, kde se premiéra konala 20. března 1869 a titulní roli zpívala Albertine Habrichová.

## Osoby a první obsazení
| osoba                                                                            | hlasový obor  | světová premiéra (27.7.1857)                            | vídeňská premiéra (15.2.1864)          | česká premiéra (29.7.1865)           |
| -------------------------------------------------------------------------------- | ------------- | ------------------------------------------------------- | -------------------------------------- | ------------------------------------ |
| Aspasie, krasojezdkyně                                                           | soprán        | Lise Tautin (vl. jm. Louise-Emélie-Victorine Vaissière) | Josefine Gallmeyer                     | Josefine Gallmeyer                   |
| Anténor Pigeonneau [Sebastian Himmelfreunds-Pointner, perníkář z Horních Rakous] | baryton buffo | Désiré (vl. jm. Amable Courtecuisse)                    | Carl Adolph Friese                     | Friedrich W. Hassel                  |
| Démêloir [Adolf, clown]                                                          | tenor         | Georges-Louis Mesmacre (Mesmaeker)                      | Albin Swoboda                          | Wilhelm Eichenbaum                   |
| [Thaïs]                                                                          | soprán        | –                                                       | Katharina Herzog                       | Kathi Hallenstein                    |
| [Colombe, Turlure, Fortunata, Camilla, Bibi]                                     | …             | –                                                       | Klang, Schmitz, Werner, Charles, Palma | Köppe, Rückauf, Rieß, Ruppert, Meyer |
| [Další krasojezdkyně]                                                            |               |                                                         |                                        |                                      |

## Děj operety

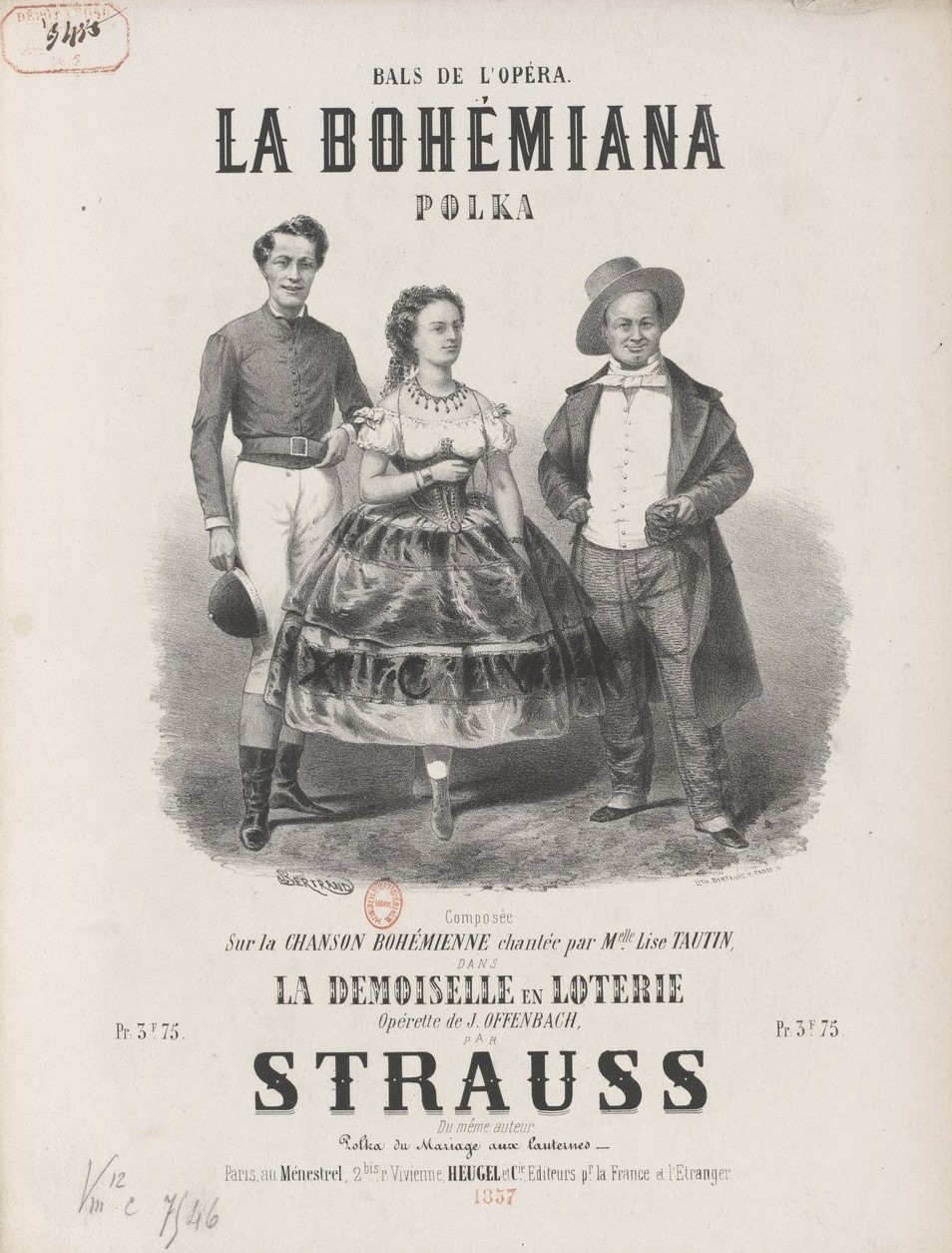
Polka „La Bohémiana“ se scénou ze Slečny v loterii: Georges-Louis Mesmacre jako Démêloir, Lise Tautin jako Aspasie a Désiré jako Anténor Pigeonneau

(Paříž, pohodlně vybavený salon s osudím) Do salonu vstupuje Démêloir, bývalý nápověda z Cirque-Loyal. Celé dny strávil tím, že se po pařížských bulvárech snažil prodat losy zvláštní loterie: krasojezdkyně Aspasie vydala 200 losů po 1000 francích a ten, kdo loterii vyhraje, dostane její ruku a zbývajících 199 000 franků jako věno. Jenže, jak Démêloir Aspasii vypráví, loterie sice vyvolala obrovský zájem, ale los si nechce koupit nikdo (č. 1 rondo a duet Voici les billets, l'annonce). Démêloir se vzdává, ale Aspasie má dobrou zprávu. Až z Périgueux jí telegrafoval výkrmce husí Anténor Pigeonneau, že spěchá do Paříže a aby proboha nezačali s losováním bez něho. Tento Pigeonneau je náhodou Aspasiin bratranec, který ji navíc připravil o dědictví po zámožné tetě, když před lety utekla k cirkusu. A Aspasie s ním má plán.
A Pigeonneau už je tady; Démêloir ho uvádí jako Aspasiin sluha. Host je ještě celý uřícený z daleké cesty a představuje se (č. 2 kuplet Monsieur, j'arrive en diligence). Je vdovec a právě se ohlížel po nové choti, když mu padl do oka inzerát. A navíc díky pokusům s magnetismem zjistil, že v loterii vyhraje číslo 100 – a to by chtěl koupit.
Nyní vstoupí Aspasie ve svůdném cikánském šatu. Pigeonneau je ohromen její krásou a osobností, ale ani jí není nově příchozí nesympatický, i když spontánní náklonnost k němu zčásti hraje (č. 3 tercet C'est elle! C'est lui! … Ah! monsieur, rien qu'à la signature). Ale krasojezdkyně lituje, všechny losy jsou rozprodány a číslo 100 koupil vikomt Arthur de Blago-Colenora-Cardinos, horkokrevný španělský světoběžník. Aspasie ještě vypravuje příběh svého dětství a mládí, oč smyšlenější, o to srdceryvnější. Pigeonnau je dojat a zamilován až po uši (č. 4 duet Va toujours, ma reine charmante). Krasojezdkyně ho vysílí v divokém tanci a poté vyjadřuje lítost, že ji vyhraje někdo jiný.
Démêloir se vrací v přestrojení za rázného vikomta. Pigeonneau se před ním schovává. Vikomt tvrdí, že skoupil všechny losy a Aspasie je tedy jeho, i když ta se mu vzpouzí. Donutí krasojezdkyni zazpívat cikánskou píseň (č. 5 cikánská píseň Écoutez cette chanson là). Pak si ji chce odvést na radnici. Pigeonneau nesměle krotí jeho spěch a žádá vikomta, aby mu prodal číslo 100. Po kratší licitaci je Pigeonneau ochoten za vysněný los vyplatit všechno své jmění, 86 tisíc franků.
Následuje losování. Aspasie zamíchá osudím a vytahuje a předává Pigeonneauovi vyhrávající los. Nestojí na něm však číslo 100, nýbrž stvrzenka o převzetí 86 000 franků jako dědictví po tetě, z nichž polovinu Aspasie Pigeonneauovi věnuje zpět společně se svou rukou. Teprve teď Anténor poznává v Aspasii svou sestřenici – a v Démêloirovi jejího věrného sluhu. Je přesvědčen, že ho s nimi čeká nádherná budoucnost (č. 6 finále Eh! quoi vous seriez).

## Nahrávky
- 1970 (rozhlasová nahrávka radio Suisse-Romande, oficiálně dosud nevydaná) Zpívají: (Pigeonneau) Vincent Girodi, (Démêloir) Philippe Huttenlocher, (Aspasie) Berta Retshizka. Orchestre de la Radio Suisse-Romande řídí Isidore Karr.